# Episodi di Un giustiziere a New York (terza stagione)
La terza stagione della serie televisiva Un giustiziere a New York è stata trasmessa in anteprima negli Stati Uniti d'America dalla CBS tra il 23 settembre 1987 e il 4 maggio 1988.
| nº | Titolo originale                  | Titolo italiano           | Prima TV USA      | Prima TV Italia |
| -- | --------------------------------- | ------------------------- | ----------------- | --------------- |
| 1  | Blood & Wine (Part 1 & 2)         |                           | 23 settembre 1987 |                 |
| 2  | Blood & Wine (Part 1 & 2)         |                           | 23 settembre 1987 |                 |
| 3  | Suspicion of Innocence            |                           | 30 settembre 1987 |                 |
| 4  | In the Money                      |                           | 7 ottobre 1987    |                 |
| 5  | Encounter in a Closed Room        |                           | 14 ottobre 1987   |                 |
| 6  | Mission: McCall (Part 1 & 2)      |                           | 28 ottobre 1987   |                 |
| 7  | Mission: McCall (Part 1 & 2)      |                           | 28 ottobre 1987   |                 |
| 8  | Shadow Play                       | Omertà                    | 11 novembre 1987  |                 |
| 9  | Inner View                        | L'uomo ombra              | 18 novembre 1987  |                 |
| 10 | The Rehearsal                     | Prove per un dramma       | 2 dicembre 1987   |                 |
| 11 | Christmas Presence                | Buon natale Mickey        | 16 dicembre 1987  |                 |
| 12 | A Dance on the Dark Side          | Il mondo di Jill          | 13 gennaio 1988   |                 |
| 13 | The Child Broker                  | Ragazzi                   | 20 gennaio 1988   |                 |
| 14 | Video Games                       |                           | 27 gennaio 1988   |                 |
| 15 | Something Green                   |                           | 10 febbraio 1988  |                 |
| 16 | The Mystery of Manon (Part 1 & 2) |                           | 17 febbraio 1988  |                 |
| 17 | The Mystery of Manon (Part 1 & 2) | 24 febbraio 1988          |                   |                 |
| 18 | No Place Like Home                |                           | 16 marzo 1988     |                 |
| 19 | Last Call                         |                           | 23 marzo 1988     |                 |
| 20 | Regrets Only                      |                           | 30 marzo 1988     |                 |
| 21 | Target of Choice                  | Obiettivo scelto          | 6 aprile 1988     |                 |
| 22 | Always a Lady                     | Il ricordo di una signora | 4 maggio 1988     |                 |